# Karl Merz (Komponist)
Karl Merz (* 19. September 1836 in Bensheim; † 30. Januar 1890 in Wooster, Ohio) war ein US-amerikanischer Komponist deutscher Abstammung.
Merz kam 1854 nach Philadelphia, wo er Organist an einer presbyterianischen Kirche und Violinist in einem Theaterorchester wurde. Von 1861 bis 1882 war er Musikdirektor in Ohio, danach Musikdirektor am College of Wooster. Er komponierte mehrere Operetten, kammermusikalische Werke, Klavier- und Orgelstücke, Chorwerke und Lieder.